# Ґаррет Діллагант
Ґаррет Лі Діллагант (англ. Garret Lee Dillahunt; нар. 24 листопада 1964) — американський актор.

## Біографія
Діллагант народився в місті Кастро-Веллі, штат Каліфорнія і виріс у місті Села, штат Вашингтон. Навчався в Вашингтонському університеті, де вивчав журналістику. Пізніше вирушив на навчання до аспірантури Нью-Йоркського університету, за програмою для випускників.
Пропрацювавши декілька років на Бродвеї, Діллагант почав пошук ролей на телебаченні й в кіно. Він регулярно з'являвся в кількох коротких серіалах на ABC і Showtime, перш ніж зіграти двох абсолютно різних персонажів в серіалі «Дедвуд»: шулера Джека Макколла у 2004 році й геолога Френсіса Волкотта у 2005 році. Пізніше він отримав постійну роль в серіалі «4400».
Діллагант виконував роль Стіва Кертіса впродовж трьох сезонів серіалу «Швидка допомога» (2005-06). Потім зіграв роль д-р Майкла Сміта в телесеріалі «Джон з Цинциннаті». Він зіграв роль Джона Генрі / Кромарті в серіалі «Термінатор: Хроніки Сари Коннор»; російського гангстера, на ім'я Роман Невіков в серіалі «Життя»; паралізованого серійного вбивцю Мейсона Тернера в серіалі «Мислити як злочинець». Крім того, Діллагант виконав роль Ісуса Христа в міні-серіалі «Книга Даніеля».
У число його кіноробіт входить участь у фільмах — «Як боязкий Роберт Форд убив Джесі Джеймса», «Старим тут не місце», «Дорога», «Останній будинок ліворуч» та інді-фільм жахів «У владі тигра».
20 серпня 2009 року було оголошено, що Діллагант разом з Розі Перес брав участь в одному з епізодів серіалу «Закон і порядок: Спеціальний корпус», темою серії стали права педофілів. Діллагант зіграв главу організації педофілії. Епізод отримав назву «It's called 'Hardwired'». Діллагант був запрошеною зіркою, на роль Саймона Ешера у фінальній серії третього сезону серіалу «Чорна мітка», прем'єра якої відбулася 4 березня 2010, пізніше він повернувся до цієї ролі в четвертому сезоні шоу. Діллагант знявся в ролі ватажка банди канібалів у фільмі «Дорога», що базується на однойменному романі, який отримав безліч нагород. Починаючи з 4-го сезону виконує одну з головних ролей в телесеріалі «Бійтеся ходячих мерців» — Джона Дорі.

## Особисте життя
З 2007 року Діллагант одружений з акторкою Мішель Герд.

## Фільмографія
| Рік       |    | Українська назва                              | Оригінальна назва                                          | Роль                                                  |
| --------- | -- | --------------------------------------------- | ---------------------------------------------------------- | ----------------------------------------------------- |
| 1993—1994 | с  | Одне життя, щоб жити                          | One Life to Live                                           | Шарльмейн Муді (7 серій)                              |
| 1996      | с  | Поліція Нью-Йорка                             | NYPD Blue                                                  | Брюс Куперсміт серія «Where'd the Van Gogh?»          |
| 1998      | с  | Цілком таємно                                 | The X-Files                                                | Едвард Скур серія «Мандрівники»                       |
| 1998      | с  | Максимум Боб                                  | Maximum Bob                                                | Доусон Гейс (3 серії)                                 |
| 1998      | тф | Згадуючи секс                                 | Remembering Sex                                            | Кріс Гудман                                           |
| 1998      | с  | Сім днів                                      | Seven Days                                                 | Кевін По серія «The Gettysburg Virus»                 |
| 1998      | с  | Тисячоліття                                   | Millennium                                                 | Рік Ван Горн серія «Closure»                          |
| 1999      | ф  | Останній дзвінок                              | Last Call                                                  | Кертіс                                                |
| 2001      | ф  | Фанатик                                       | The Believer                                               | Білінгс                                               |
| 2001      | с  | Високосні роки                                | Leap Years                                                 | Грегорі Паджет (20 серій)                             |
| 2002      | с  | Закон і порядок                               | Law & Order                                                | Джуліан Преус серія «Open Season»                     |
| 2003      | с  | CSI: Місце злочину                            | CSI: Crime Scene Investigation                             | Люк серія «Precious Metal»                            |
| 2003—2004 | с  | Хвилинка зі Стеном Гупером                    | A Minute with Stan Hooper                                  | Лу Петерсон (13 серій)                                |
| 2004      | тф | Містер Ед                                     | Mr. Ed                                                     | Джим Гендрі                                           |
| 2004—2005 | с  | Дедвуд                                        | Deadwood                                                   | Джек Маккол (6 серій)                                 |
| 2004—2005 | с  | Дедвуд                                        | Deadwood                                                   | Френсіс Волкотт (10 серій)                            |
| 2005      | с  |                                               | The Inside                                                 | Карл Роббі (серія «Little Girl Lost»)                 |
| 2005      | с  | Місце злочину: Нью-Йорк                       | CSI: NY                                                    | Стівен Коллінс (серія «What You See Is What You See») |
| 2005—2006 | с  | 4400                                          | The 4400                                                   | Метью Росс (11 серій)                                 |
| 2005—2006 | с  | Швидка допомога                               | ER                                                         | Стів Кертіс (5 серій)                                 |
| 2006      | с  | Книга Даниїла                                 | The Book of Daniel                                         | Ісус Христос (8 серій)                                |
| 2006      | с  | Закон і порядок                               | Law & Order                                                | Ерік Лунд серія «Kingmaker»                           |
| 2006      | с  | 4исла                                         | Numbers                                                    | Джек Толнер серія «Provenance»                        |
| 2007      | ф  | Старим тут не місце                           | No Country for Old Men                                     | Венделл                                               |
| 2007      | ф  | Як боягузливий Роберт Форд убив Джесі Джеймса | The Assassination of Jesse James by the Coward Robert Ford | Ед Міллер                                             |
| 2007      | с  | Джон із Цинциннаті                            | John from Cincinnati                                       | доктор Майкл Сміт (8 серій)                           |
| 2007      | с  | Сутичка                                       | Damages                                                    | маршал Філіппс (4 серії)                              |
| 2007—2009 | с  | Життя як вирок                                | Life                                                       | Роман Невіков (3 серії)                               |
| 2008      | ф  | Гарненький птах                               | Pretty Bird                                                | Карсон Треш                                           |
| 2008—2009 | с  | Термінатор: Хроніки Сари Коннор               | Terminator: The Sarah Connor Chronicles                    | Кромарті / Джон Генрі / Джордж Ласло (18 серій)       |
| 2009      | ф  | Останній будинок ліворуч                      | The Last House on the Left                                 | Круг Стілло                                           |
| 2009      | ф  | Дорога                                        | The Road                                                   | ватажок банди канібалів                               |
| 2009      | с  | Криміналісти: мислити як злочинець            | Criminal Minds                                             | Мейсон Тернер (серія «To Hell... And Back»)           |
| 2009      | с  | CSI: Місце злочину                            | CSI: Crime Scene Investigation                             | Том О'Ніл (серія «Family Affair»)                     |
| 2009      | с  | Теорія брехні                                 | Lie to Me                                                  | Ерік Матесон (серія «Honey»)                          |
| 2009      | с  | Закон і порядок: Спеціальний корпус           | Law & Order: Special Victims Unit                          | Кевін О'Доннел (серія «Hardwired»)                    |
| 2009      | с  | Білі комірці                                  | White Collar                                               | Патрік Аймес (серія «Flip of the Coin»)               |
| 2010      | ф  | Зимова кістка                                 | Winter's Bone                                              | шериф Баскін                                          |
| 2010      | ф  |                                               | Amigo                                                      | лейтенант Комптон                                     |
| 2010      | ф  |                                               | Burning Bright                                             | Джонні Гавено                                         |
| 2010      | ф  |                                               | Oliver Sherman                                             | Шерман Олівер                                         |
| 2010      | с  | Холостяк Гарі                                 | Gary Unmarried                                             | Гус (серія «Gary Unmarried?»)                         |
| 2010—2013 | с  | Чорна мітка                                   | Burn Notice                                                | Саймон Ешер (3 серії)                                 |
| 2010      | с  | Болота                                        | The Glades                                                 | Едді Стрікленд (серія «A Perfect Storm»)              |
| 2010—2014 | с  | Виховуючи Гоуп                                | Raising Hope                                               | Берт Ченс (88 серій)                                  |
| 2011      | с  | Мемфіс Біт                                    | Memphis Beat                                               | Тім Вейн (серія «Body of Evidence»)                   |
| 2011      | с  | Люди Альфа                                    | Alphas                                                     | Джонас Енглін (серія «A Short Time in Paradise»)      |
| 2012      | ф  | Зараз або ніколи                              | Any Day Now                                                | Пол Флігер                                            |
| 2012      | ф  | Всіх порву!                                   | Revenge for Jolly!                                         | Гарі                                                  |
| 2012      | ф  | Пограбування казино                           | Killing Them Softly                                        | Едді Метті                                            |
| 2012      | ф  | Петля часу                                    | Looper                                                     | Джессі                                                |
| 2013      | ф  | 12 років рабства (фільм)                      | 12 Years a Slave                                           | Ермсбі                                                |
| 2013      | с  |                                               | Newsreaders                                                | Михайло Роззо (серія «CCSI: Boston»)                  |
| 2014      | ф  | Писака                                        | The Scribbler                                              | Хоган                                                 |
| 2014      | ф  | Перш ніж я піду                               | Just Before I Go                                           | Лакі Морган                                           |
| 2014      | с  | Елементарно                                   | Elementary                                                 | Берт Макінтош (серія «No Lack of Void»)               |
| 2014—2017 | с  | Рука Божа                                     | Hand of God                                                | Kіт "Кей Ді" Деннісон (20 серій)                      |
| 2015      | ф  | Проти Сонця                                   | Against the Sun                                            | Гарольд Діксон                                        |
| 2015      | с  | Правосуддя                                    | Justified                                                  | Тай Вокер (8 серій)                                   |
| 2015      | с  | Бруклін 9-9                                   | Brooklyn Nine-Nine                                         | детектив Дейв Мейджорс (серія «Det. Dave Majors»)     |
| 2015—2017 | с  | Проєкт «Мінді»                                | The Mindy Project                                          | др. Джодді Кімбалл-Кінні (39 серій)                   |
| 2016      | ф  | Знайди мене, якщо зможеш                      | Come and Find Me                                           | Бреєр                                                 |
| 2017      | ф  | Візник                                        | Wheelman                                                   | Клейтон                                               |
| 2017      | с  | Сліпа зона                                    | Blindspot                                                  | Трейвіс (серія «Senile Lines»)                        |
| 2017      | с  |                                               | Arkansas Traveler                                          | Вейланд Макглаутон (6 серій)                          |
| 2017—2018 | с  | Гостьова книга                                | The Guest Book                                             | др. Ендрю Браун (11 серій)                            |
| 2017—2018 | с  | Обдаровані                                    | The Gifted                                                 | др. Родерік Кемпбел (9 серій)                         |
| 2018      | ф  | Брейвен                                       | Braven                                                     | Кассен                                                |
| 2018      | ф  | Лавка                                         | Benched                                                    | Майкл                                                 |
| 2018      | ф  | Вдови                                         | Widows                                                     | Баш О'Райлі                                           |
| 2018—2021 | с  | Бійтеся ходячих мерців                        | Fear the Walking Dead                                      | Джон Дорі (23 серії)                                  |
| 2019      | тф | Дедвуд                                        | Deadwood: The Movie                                        | Drunk #2                                              |
| 2020      | ф  | Серхіо                                        | Sergio                                                     | Вільям фон Зелле                                      |
| 2021      | ф  | Армія мерців                                  | Army of the Dead                                           | Френк Пітерс                                          |
| 2022      | ф  | Швидка допомога                               | Ambulance                                                  | капітан Монро                                         |
| 2022      | ф  | Там, де раки співають                         | Where the Crawdads Sing                                    | Па                                                    |
| 2022      | ф  | Білявка                                       | Blonde                                                     | босс                                                  |
| 2022      | с  | Мертвий для мене                              | Dead to Me                                                 | Гленн Мораніс (3 серії)                               |
| 2023      | ф  | За мільйон миль                               | A Million Miles Away                                       | Фредерік В. Стурков                                   |
| 2023      | ф  | До кінця світу                                | The Dead Don't Hurt                                        | Альфред Джеффріс                                      |
| 2024      | ф  | Кривава права рука                            | Red Right Hand                                             | Вайлдер                                               |
| 2024      | с  | Кайфтаун                                      | Hightown                                                   | Шейн Фроулі (6 серій)                                 |